# Tbiliszi
Tbiliszi (grúzul: თბილისი) Grúzia fővárosa és egyben legnagyobb városa, az ország kulturális, gazdasági és közlekedési központja. 1936-ig hivatalos orosz neve a görög nyelvből közvetített Tiflisz (Tyiflisz) volt, amely korábban egész Európában használatos volt.

## Földrajz

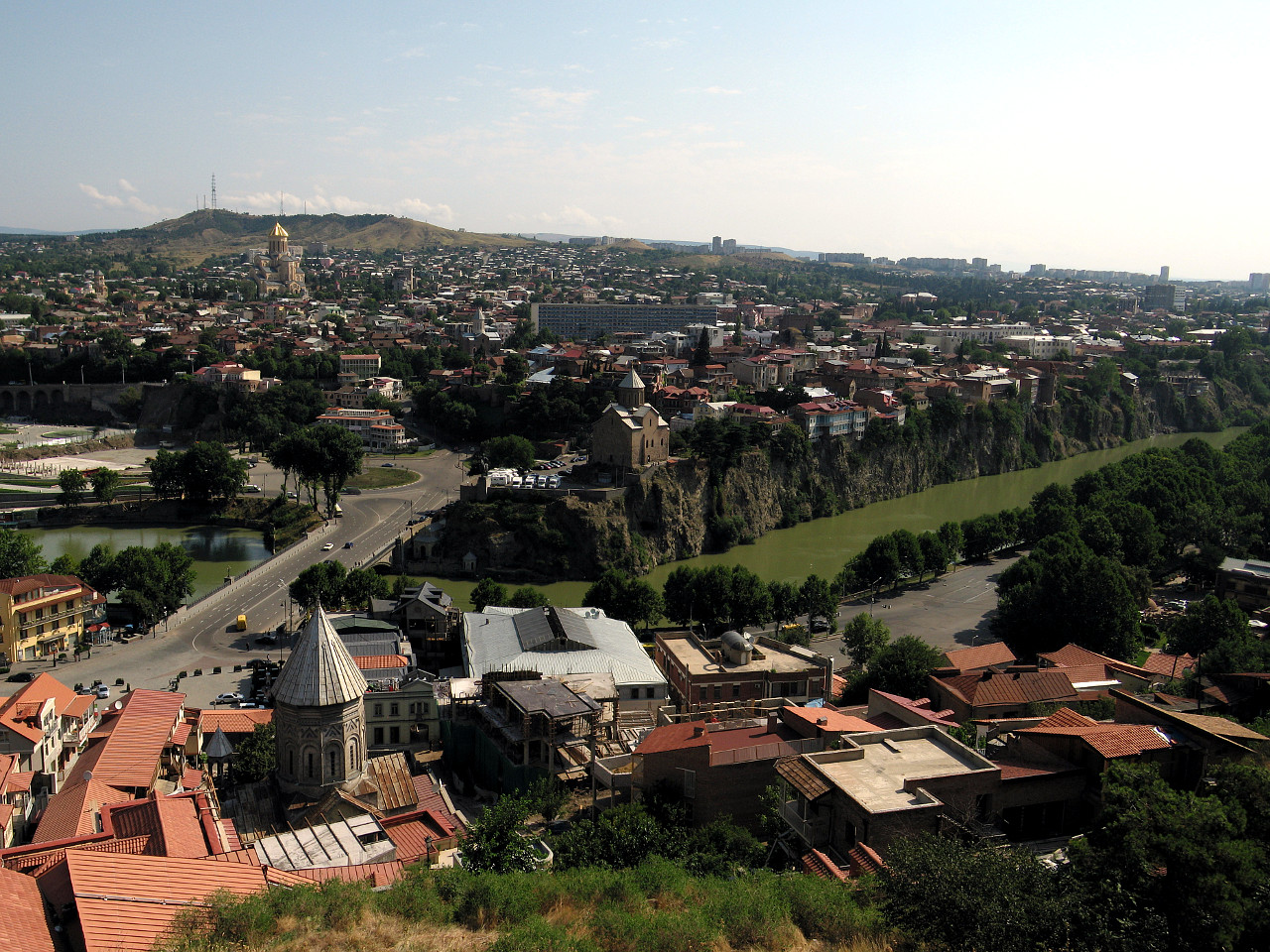
A város látképe

Tbiliszi Kelet-Grúziában, a Tbiliszi-medencében, a Kura (Mtkvari) folyó két partján fekszik. A terület magassága 380 és 600 méter között váltakozik. Északról a Szaguramo-hegylánc, keletről és délkeletről az Iori-síkság, délről és nyugatról pedig a Trialeti-hegység nyúlványai határolják.
A bal parti városrész 30 km hosszan nyúlik el a folyó mellett. A jobb parton a sziklás és dombos vidék akadályozta a letelepülést, ezért ezek a területek fejletlenebbek. A folyó mentén lévő nagyobb kiemelkedéseken találhatjuk a főváros legszebb műemlékeit.

### Éghajlat
Az éghajlat átmenetet képez a szubtrópusi és a kontinentális között. Közép-Ázsia felől száraz, keleti szelek fújnak, míg a Fekete-tenger felől érkező nyugati szelek csapadékdúsabb levegőt szállítanak. A Kaukázus nem engedi a város fölé az Oroszország felől érkező hideg légtömegeket.A telek hidegek, a nyarak pedig melegek. A várost körülvevő hegységeknek és a nagy vízfelületektől való kis távolságnak köszönhetően a főváros időjárása sokkal kellemesebb, mint más, hasonló szélességen fekvő városoknak.
| Hónap                                      | Jan.  | Feb.  | Már.  | Ápr. | Máj. | Jún. | Júl. | Aug. | Szep. | Okt. | Nov. | Dec.  | Év    |
| ------------------------------------------ | ----- | ----- | ----- | ---- | ---- | ---- | ---- | ---- | ----- | ---- | ---- | ----- | ----- |
| Rekord max. hőmérséklet (°C)               | 19,5  | 22,4  | 28,7  | 31,6 | 34,9 | 38,7 | 40,0 | 40,3 | 37,9  | 33,3 | 27,2 | 22,8  | 40,3  |
| Átlagos max. hőmérséklet (°C)              | 5,9   | 7,1   | 12,2  | 19,3 | 23,1 | 27,5 | 31,0 | 30,2 | 26,1  | 19,4 | 12,7 | 7,8   | 18,6  |
| Átlaghőmérséklet (°C)                      | 1,5   | 2,4   | 6,8   | 13,0 | 17,0 | 21,1 | 24,5 | 23,7 | 19,8  | 13,6 | 7,8  | 3,4   | 12,9  |
| Átlagos min. hőmérséklet (°C)              | −1,5  | −0,8  | 3,0   | 8,1  | 12,1 | 16,0 | 19,4 | 18,6 | 15,0  | 9,4  | 4,5  | 0,5   | 8,7   |
| Rekord min. hőmérséklet (°C)               | −24,4 | −14,8 | −12,8 | −3,8 | 1,0  | 6,3  | 9,3  | 8,9  | 0,8   | −6,4 | −7,1 | −20,5 | −24,4 |
| Átl. csapadékmennyiség (mm)                | 20    | 29    | 31    | 51   | 84   | 84   | 41   | 43   | 35    | 41   | 35   | 23    | 517   |
| Havi napsütéses órák száma                 | 99    | 140   | 142   | 171  | 213  | 249  | 257  | 248  | 207   | 164  | 102  | 93    | 2085  |
| Forrás: Hong Kong Observatory, Weatherbase |       |       |       |      |      |      |      |      |       |      |      |       |       |

Az átlaghőmérséklet 12,7 °C. A leghidegebb hónap a január, 0,9 Celsius-fokos átlaghőmérséklettel, a legmelegebb pedig a június 24,4 fokkal. Az eddig mért legalacsonyabb hőmérséklet −23 °C volt, a legmagasabb pedig 40 °C.
Az átlagos csapadékmennyiség 568 mm. A legcsapadékosabb hónap a május (90 mm), a legszárazabb a január (20 mm). A város körüli hegyek miatt többször felgyülemlenek a felhők a város fölött, és ez csapadékos, felhős időjárást hoz. A városban az északnyugati és a délkeleti légáramlatok dominálnak.

## Történelem

### A város nevének eredete
A főváros nevének eredete alapításának legendájához kapcsolódik. A Tbiliszi név a grúz Tpili-ből ered, ami meleget, meleg helyet jelent. A történet szerint a város mostani területét 458-ig erdő borította. Az akkori király, Vahtang Gorgasali a sólymával (más vélemények szerint héjával) elment vadászni ebbe az erdőségbe. A sólyom elkapott egy fácánt, de utána mindkét madár beleesett egy hőforrásba, és elpusztult. Az esemény emlékére a király kiirtatta az erdőt és helyére várost épített.
A valóságban a név onnan ered, hogy a környéken számos hőforrás található.

### Korai történelem
A régészeti kutatások szerint a város és környéke már az i. e. 4. évezredtől lakott. A legkorábbi írásos említés a i. sz. 4. századból származik, amikor I. Varaz-Bakur uralkodása alatt egy erőd épült. A 4. század végén ezt a perzsák elfoglalták, de az 5. század közepére visszakerült Kartli (Grúzia) uralkodóinak kezébe. A 452 és 502 között uralkodó nevéhez a néphiedelemmel szemben nem a város alapítása, hanem annak újraépítése fűződik. Utóda, Dachi apja akarata szerint áthelyezte a fővárost Mckhetából Tbiliszibe. Dachi uralkodása alatt befejeződött az erőd építése és a város fontos központjává vált az Ázsia és Európa közötti kereskedelmi utaknak.

### Idegen uralom alatt
A főváros stratégiai elhelyezkedése a környező nagyhatalmak célpontjává tette a várost. 570 és 580 között a perzsák foglalták el és több évtizedig uralmuk alatt tartották. 621-ben bizánci és kazár hadak törtek a városra. 736 és 738 között az arabok foglalták el a későbbi II. Marván kalifa vezetésével. Az arabok emirátust alapítottak és fejlett jogi rendszert vezettek be Grúzia-szerte. 764-ben ismét kazár uralom alá került a város. 853-ban Buga at-Turki, a kalifátus hadvezére foglalta el. Az arab uralom még az 1050-es évekig tartott. A grúzok közben többször próbálták elűzni az idegeneket, de sikertelenül. 1068-ban a Szeldzsuk Török Szultánság foglalta el. A török uralom alól IV. (Alkotó) Dávid király szabadította fel 1122-ben.

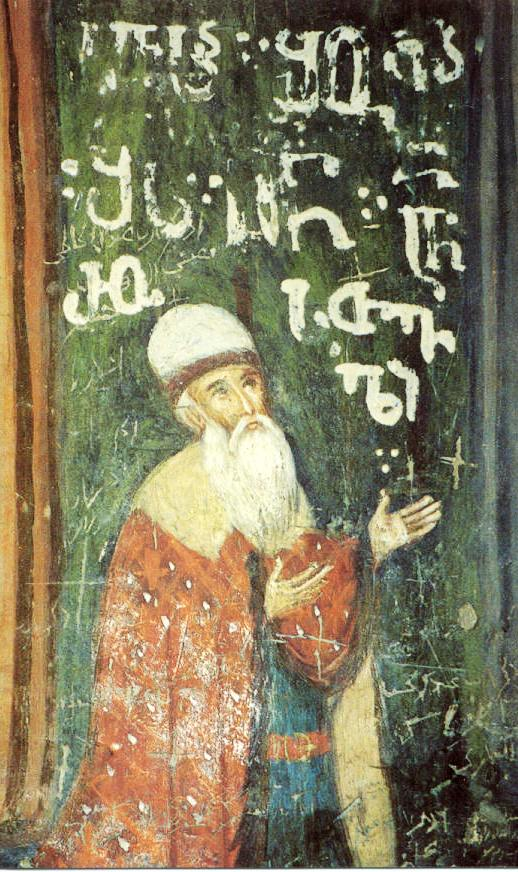
Sota Rusztaveli

### Grúz Reneszánsz
1122 után Dávid király áthelyezte a székhelyét Kutaisziből Tbiliszibe, ami az egyesült Grúz Királyság fővárosa, illetve a kaukázusi régió gazdasági, politikai és kulturális központjává vált. A város lakossága a 12. század végére már elérte a 80 000-et. Tamar királynő uralkodása alatt írta Sota Rusztaveli híres művét, A párducbőrös lovag (más fordításban: A tigrisbőrös lovag) című epikus költeményt.
Ezt a időszakot „Grúzia arany korszakának”, vagy „grúz reneszánsznak” szokták hívni.

### 1236–1801
Grúzia arany korszaka nem tartott tovább egy bő évszázadnál. 1236-ban sorozatos vereségek után Grúziát elfoglalták a mongolok. Bár függetlenségét korlátozott mértékig megtarthatta, az ország mégis erős mongol befolyás alá került politikailag és kulturálisan egyaránt. Az 1320-as években sikerült csak őket kiűzni, és ezután Tbiliszi ismét az egységes Grúz Királyság fővárosává vált.
1366-ban pestisjárvány sújtotta a várost. A 14. század végétől a 18. század végéig a környező nagyhatalmak uralma alatt állt rövid függetlenségi periódusokkal. 1386-ban Timur Lenk foglalta el. 1444-ben Jahan sah csapatai megszállták, és lerombolták a fővárost. 1477 és 1478 Akkojunlu irányítása alá került. 1522-ben a perzsák szállták meg, de 1524-ben X. Dávid király fölszabadította.
A 17-18. századig Tbiliszi a környék két rivális nagyhatalma, Perzsia és a Török Birodalom kereszttüzébe került. II. Erekle többször próbálta fölmenteni a várost a perzsa uralom alól, de ezért 1795-ben földig rombolták a várost.
II. Erekle ezután belátta, hogy egyedül nem képes a perzsák ellen harcolni, ezért az oroszok segítségét kérte. 1801-ben a még független Kartli-Kaheti királyság csatlakozott az Orosz Birodalomhoz. Ezzel a Grúz Királyság megszűnt, Tbiliszi pedig később, 1846-ban a Tifliszi kormányzóság (gubernyija) központja lett.

### 1801-1917

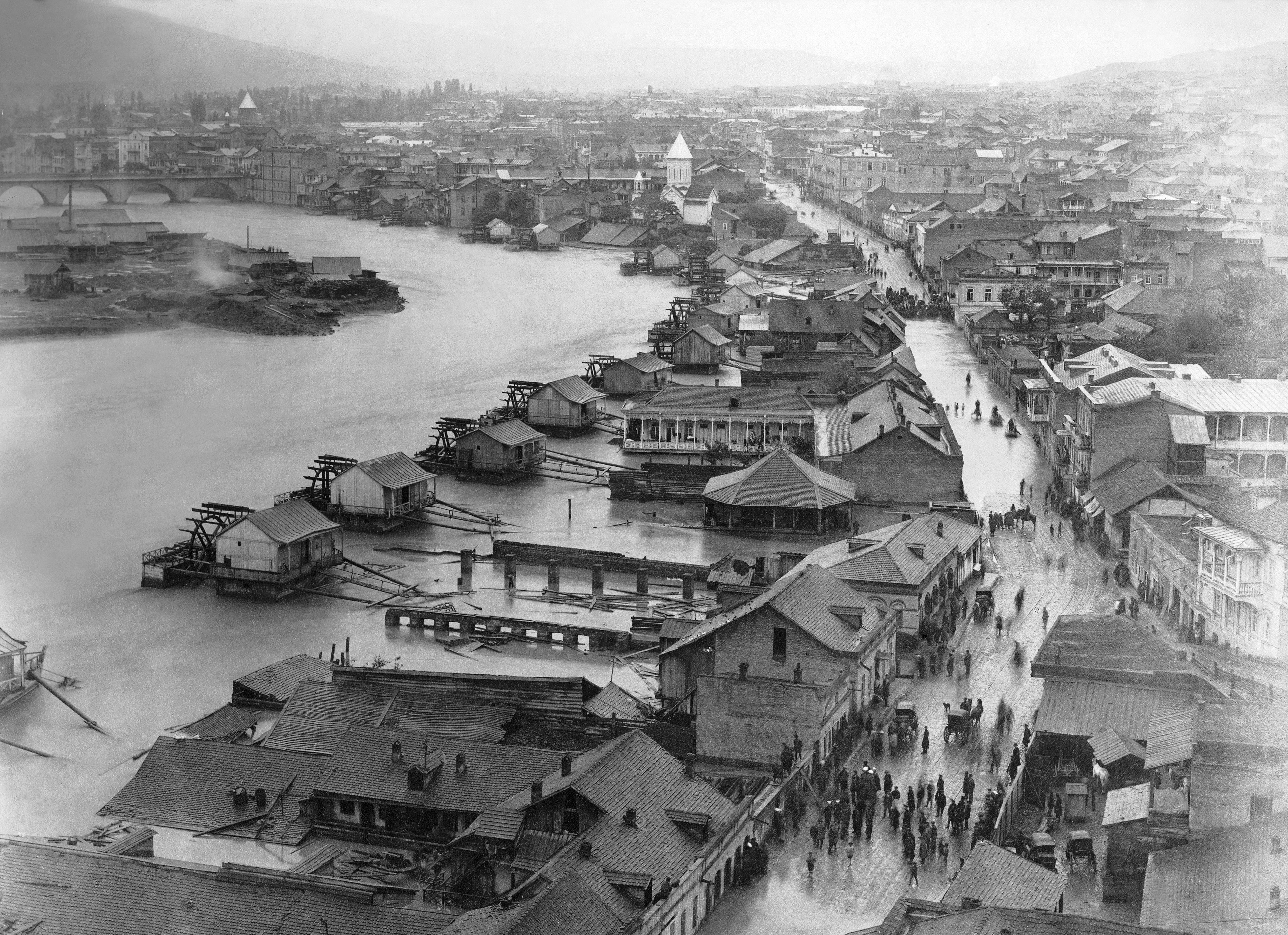
Tbiliszi az 1800-as években

A 19. századtól gazdaságilag és politikailag egyaránt gyorsan fejlődött. Új, európai stílusú épületeket emeltek városszerte. Vasútvonalakat és utakat építettek Oroszország és a környékbeli városok, Batumi, Poti, Baku és Jereván felé. 1850-re ismét a Kaukázusontúl legfontosabb városai közé emelkedett. Több híres államférfi, költő és művész lelt otthonra a városban, például Ilia Chavchavadze, Ataki Tsereteli, Iakob Gogebashvili, Alekszandr Gribojedov. Olyan híres emberek jártak itt, mint Alekszandr Puskin, Lev Tolsztoj és Mihail Lermontov. A Romanov-dinasztia itt rendezte be a kaukázusontúli palotáját a Golovin utcában (ma Rustaveli sugárút).
A századfordulóra Tbiliszi már egy igazi nemzetközi nagyváros benyomását keltette épületeivel és kultúrájával, de közben megőrizte sajátos hagyományait és nyelvét, illetve kultúráját a Tbilisurit.
Az orosz forradalom után 1917-ben a Kaukázusontúl egy időre felszabadult.

### A független grúz állam fővárosa

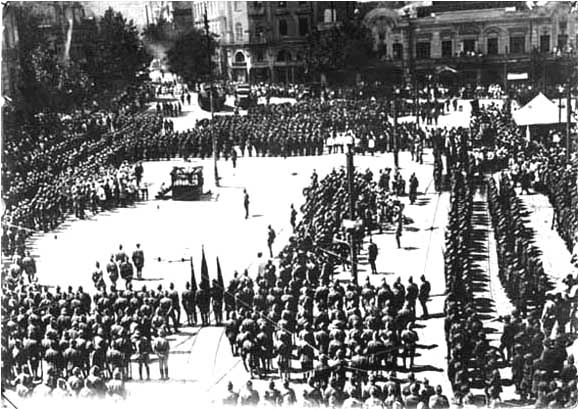
A Vörös Hadsereg Tbilisziben, 1921-ben

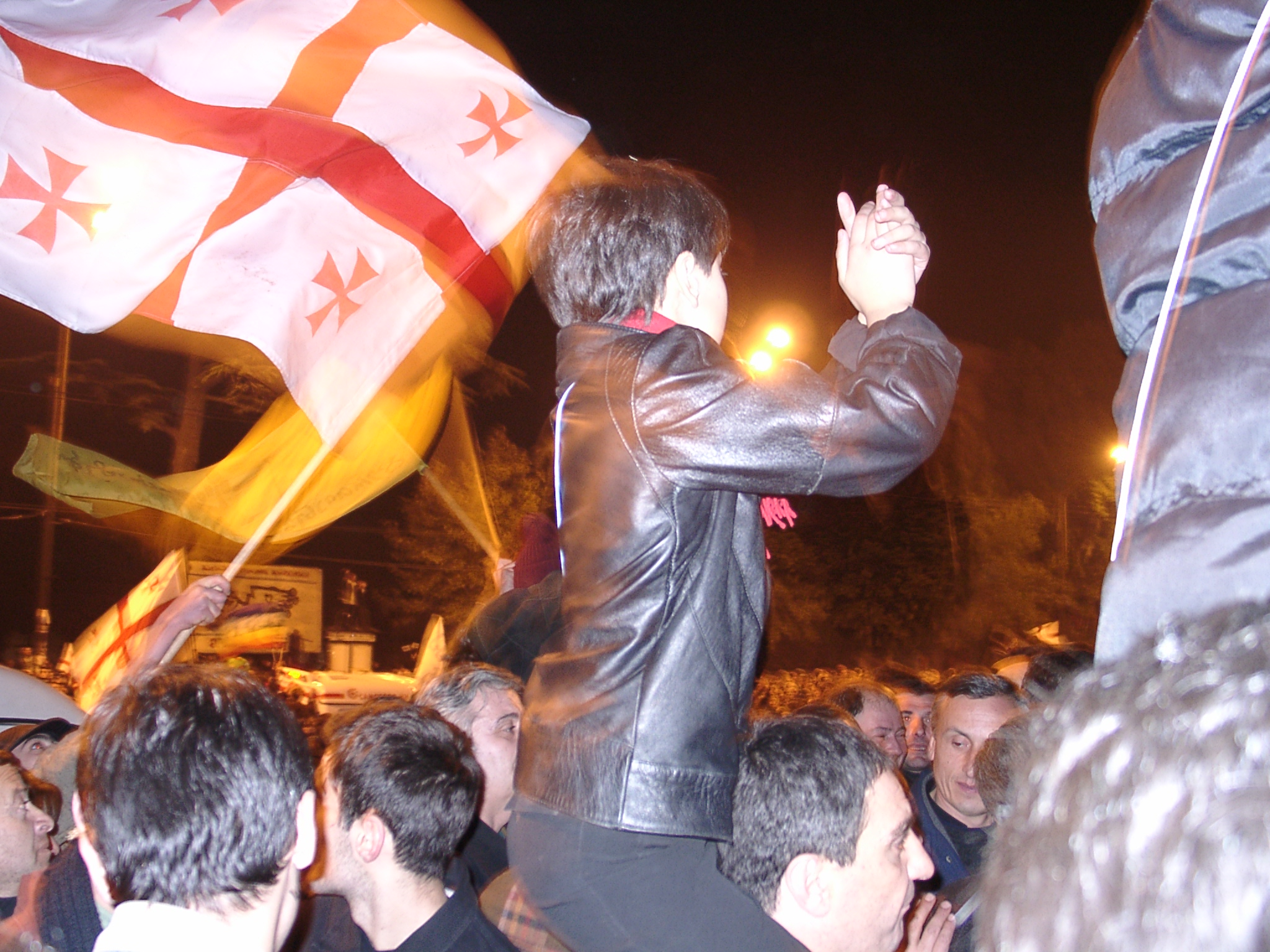
A Rózsás Forradalom

1918 tavaszán megalakult a rövid életű Kaukázusontúli Föderáció, Tbiliszi fővárossal. Ez 1918. május 26. és 28. között 3 országra (Örményország, Grúzia, Azerbajdzsán) esett szét, és Tbiliszi Grúzia fővárosává vált.
1918 és 1919 között német, majd brit csapatok főhadiszállása is volt a város. 1918-ban megalakult a Tbiliszi Állami Egyetem, a grúzok régi álma, melynek létrehozását az orosz hatóságok nem engedélyezték.
1920-ban Szovjet-Oroszország elismerte az ország függetlenségét, de 1921-ben az abháziai és adzsáriai felkelések leverésére hivatkozva megszállták az országot, bevonultak Tbiliszibe, és 1921. február 25-én deklarálták szovjet uralmat.

### A szovjet időszak
A város először a Kaukázusontúli Szovjet Szocialista Köztársaság fővárosává vált, majd 1936-tól a Grúz Szovjet Szocialista Köztársaság központjává.
A szovjet időszak alatt az ipar fejlődött, a lakosok száma egyenletesen növekedett, és a grúz főváros Moszkva, Leningrád és Kijev mellett a Szovjetunió egyik legfontosabb városává vált.
A városban 3-szor, 1956-ban, 1978-ban és 1989-ben voltak szovjetellenes tüntetések. Az 1989-es tüntetést megpróbálták leverni, de a felébredő nacionalista törekvések hatására 1991. április 9-én Tbiliszi ismét a független Grúzia fővárosává vált.

### A rendszerváltás után
A Szovjetunió széthullása után 1991. december és 1992. január között rövid polgárháború tört ki a Zviad Gamszahurdia elnököt támogatók és ellenzők között, és ezalatt a városban gyakran voltak összetűzések a maffia klánjai között.
A Sevardnadze-időszak (1993–2003) alatt a bűnözés és a korrupció hatalmas méreteket öltött a társadalom minden szintjén és a munkanélküliségi ráta is nagyon magas volt. A 2003-as elnökválasztáson elkövetett csalások miatt 100 000 ember vonult utcára a fővárosban. A rózsás forradalom után a bűnözés mértéke és a munkanélküliség csökkent, a gazdaság felélénkült, és a főváros egyre inkább a turisták célpontjává is válik.

## Közigazgatás
Tbiliszi két irányító szervezete a Közgyűlés (Szakrebulo) és az Önkormányzat (Meria). A Közgyűlés tagjait négy évre választják, polgármestert pedig a Közgyűlés választja. A jelenlegi polgármester Giorgi Ugulava, a Közgyűlés elnöke pedig Zaal Begasvili.
A várost közigazgatásilag körzetekre (raion) osztották fel. Ezek a régi történelmi városrészek összevonásából keletkeztek, és a helyi lakosok egy része még ma is a történelmi városrészek neveit használja. Az 1930-as években kialakított körzeteket 1991 után némileg átszervezték.
Körzetek:
- Vake-Saburtalo (ვაკე-საბურთალო)
- Mtatsminda-Krtsanisi (მთაწმინდა-კრწანისი)
- Didube-Chugureti (დიდუბე-ჩუღურეთი)
- Gldani-Nadzaladevi (გლდანი-ნაძალალევი)
- Isani-Samgori (ისანი-სამგორი)
- Dzveli Tbilisi (ძველი თბილისი)

Tbiliszi polgármesterei:
- Otar Litanisili 1992-1993
- Konsztantine Gabasvili 1993
- Nikoloz Lekisvili 1993-1995
- Badri Sositaisvili 1995-1998
- Ivane (Vano) Zodelava 1998-2004
- Zurab Csiaberasvili 2004-2005
- Giorgi (Gigi) Ugulava 2005-2013
- Szevdia Ugrehelidze 2013-2014
- Davit Narmania 2014-2017
- Kahaber (Kaha) Kaladze 2017-

## Népesség

### Népességének változása
| Lakosok száma | 78 445 | 194 000 | 294 000 | 889 020 | 1 194 000 | 1 205 305 | 1 400 000 | 1 118 300 | 1 202 731 | 1 258 526 |
|               | 1886   | 1913    | 1926    | 1970    | 1987      | 1995      | 1998      | 2015      | 2021      | 2024      |

### Etnikumok
A lakosság 80%-át a grúzok teszik ki. Rajtuk kívül a városban élnek még, oroszok, örmények, azeriek, oszétek, abházok, ukránok, görögök, zsidók, észtek, németek, kurdok és asszírok. Az utóbbi években jelentősen nőtt a török és kínai lakosok száma.

### Vallások
A lakosok 85%-a keresztény. A legjelentősebb keresztény felekezet a grúz ortodox egyház, utána az orosz ortodox egyház és Örmény Ortodox Egyház. A nyugati kereszténységet képviselik a katolikus, evangélikus és a baptista hívők. A nem keresztény vallások közül a szunnita muszlim (8%) és a zsidó (2%) a legfőbb. Tbiliszi mindig is híres volt a vallások közötti toleranciájáról. Ezért lehetséges az, hogy az óvárosban 500 méteres körön belül egyaránt találhatunk ortodox és katolikus templomot, zsinagógát és mecsetet.

## Oktatás

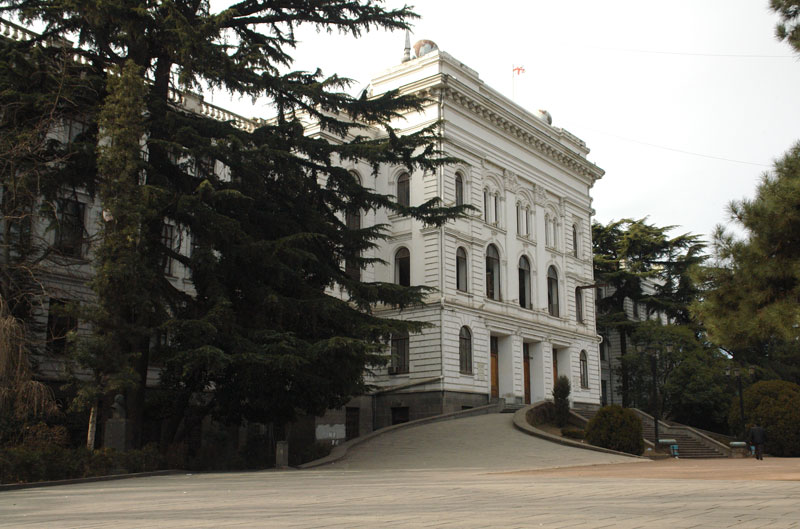
A Tbiliszi Állami Egyetem

Tbilisziben jelenleg hét állami egyetem található:
- Tbiliszi Állami Egyetem
- Tbiliszi Zeneakadémia
- Tbiliszi Orvosi Egyetem
- Grúz Agrártudományi Egyetem
- Georgian Műszaki Egyetem
- Tbiliszi Állami Pedagógiai Egyetem
- Tbiliszi Ilia Chavchavadze Nyelvészeti és Kulturális Egyetem

## Közlekedés
A legnépszerűbb közlekedési eszközök az új, sárga buszok, amiket az új kormány rendelt Hollandiából. 1966-ban nyílt meg az első metróvonal, a másodikat 1979-ben adták át. 2007-ben fejeződött be a hálózat rekonstrukciója, melynek folyamán megújították az állomásokat és a járműparkot is korszerűsítették. A szovjet időkben épült villamosvonalak közül jelenleg[pontosabban?] csak Sanzona-ban, a Gldani-Nadzaladevi egyik városrészében lévő járatok üzemelnek.
Az 1905-ben épült sikló a Mtatsminda vidámparkba szállítja az utasokat. 2012-ben a teljes vonalat felújították.
Az Európa tér és Narikala-erőd közt közlekedő libegőt 2012-ben építették.
A város repülőtere a Tbiliszi nemzetközi repülőtér.

## Híres emberek
- Itt született Artyom Iszaakovics Alihanyjan örmény származású szovjet fizikus, a Jereváni Fizikai Intézet alapítója és első igazgatója (1908–1978)

## Látnivalók

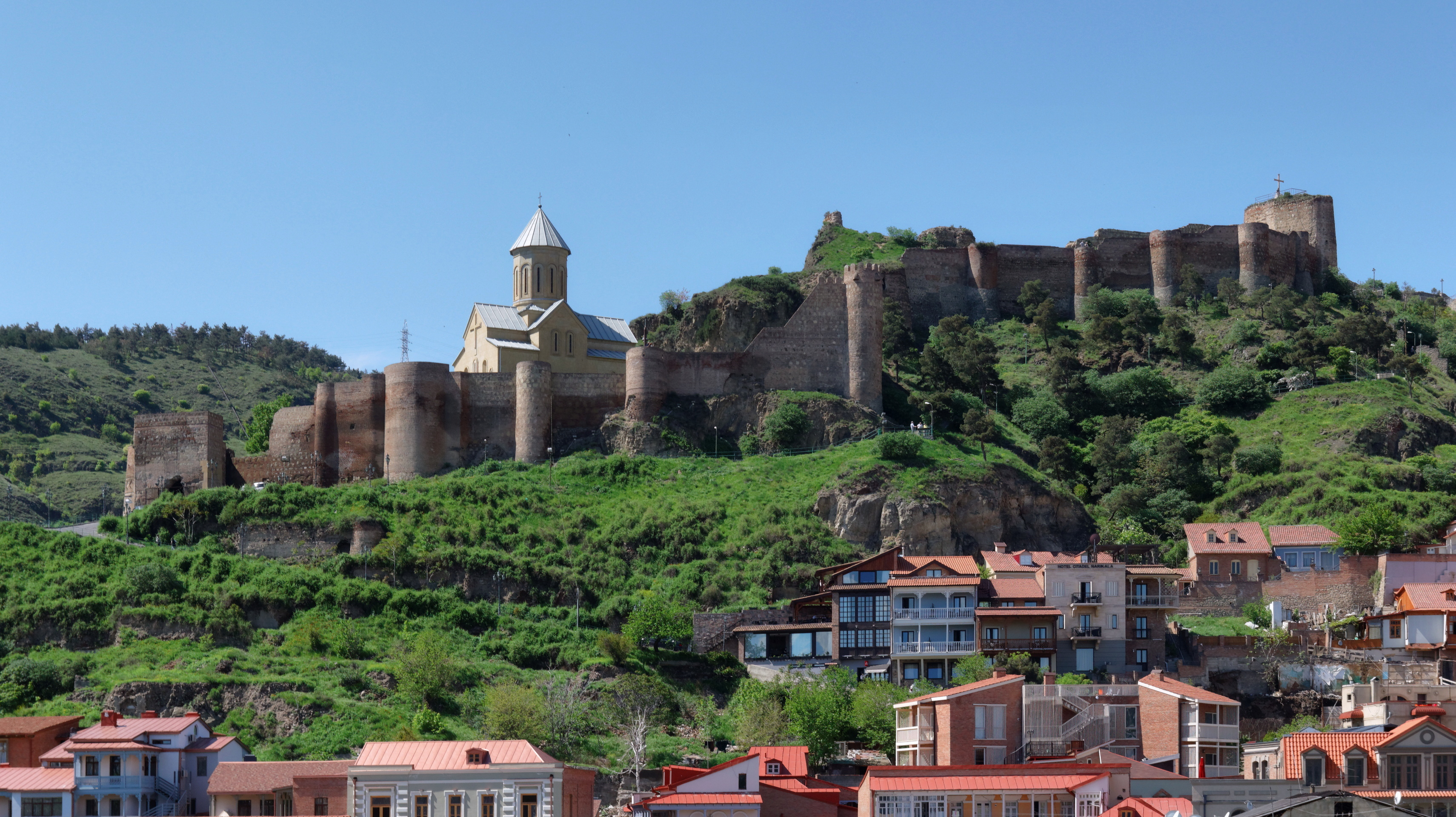
a Narikala erőd

A látnivalók többsége a város központjában, a Kura folyó partján, illetve annak környékén található. A leghíresebb látványosságok közé tartozik:
- Metekhi-templom Vakhtang Gorgasali szobrával a Metekhi sziklán,
- a Tbiliszi Történelmi Múzeum,
- a Narikala erőd,
- az 'Anchiskhati-templom,
- a Sioni-székesegyház,
- a Sameba-székesegyház,
- a Szabadság-tér a Városházával és Szent György-szobrával.
- A városközponttól távolabb található a Vake park, ahová siklóval lehet eljutni.
- A Narikala erőd délkeleti szomszédságában terül el az Abanotubani negyed, melyben ma is működő iszlám emlékek találhatók, mint a Tbiliszi mecset, a Jumah mecset illetve a török fürdő. Innen pár perc séta a Legvtakhevi vízesés.[2]
- Nemzeti Botanikus Kert
- Szépművészeti Múzeum
- Városnézés a drótkötélpályás felvonóról
- Mtatsminda Pantheon (egy nekropolisz, ahol a legjelentősebb írókat, művészeket és nemzeti hősöket temették el)

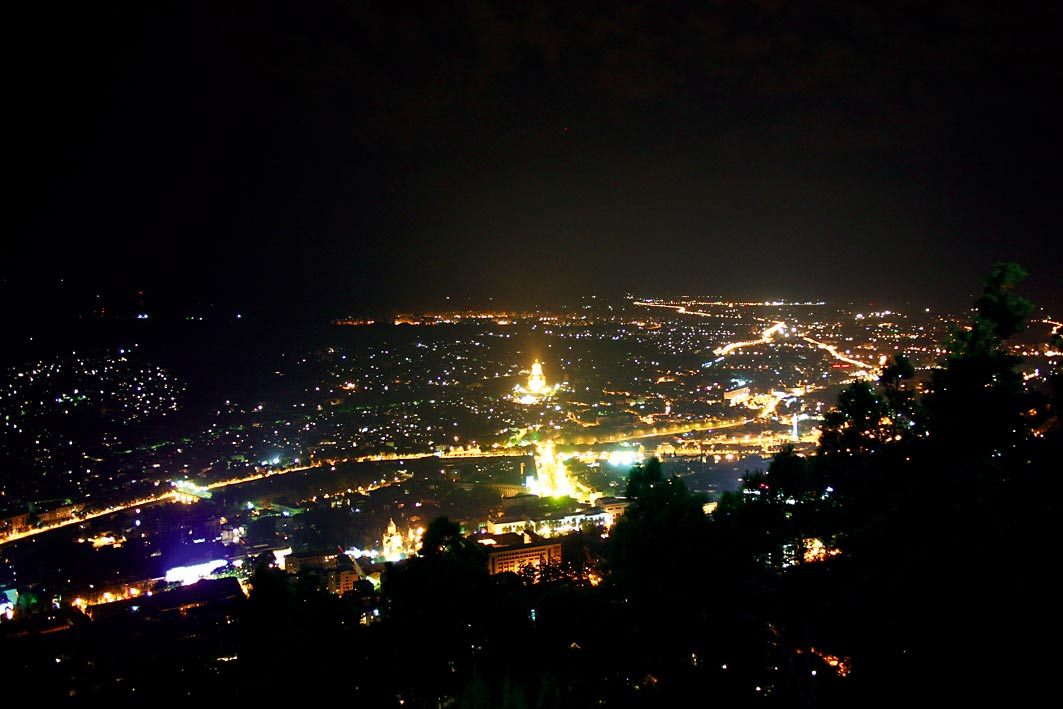
Tbiliszi éjszaka
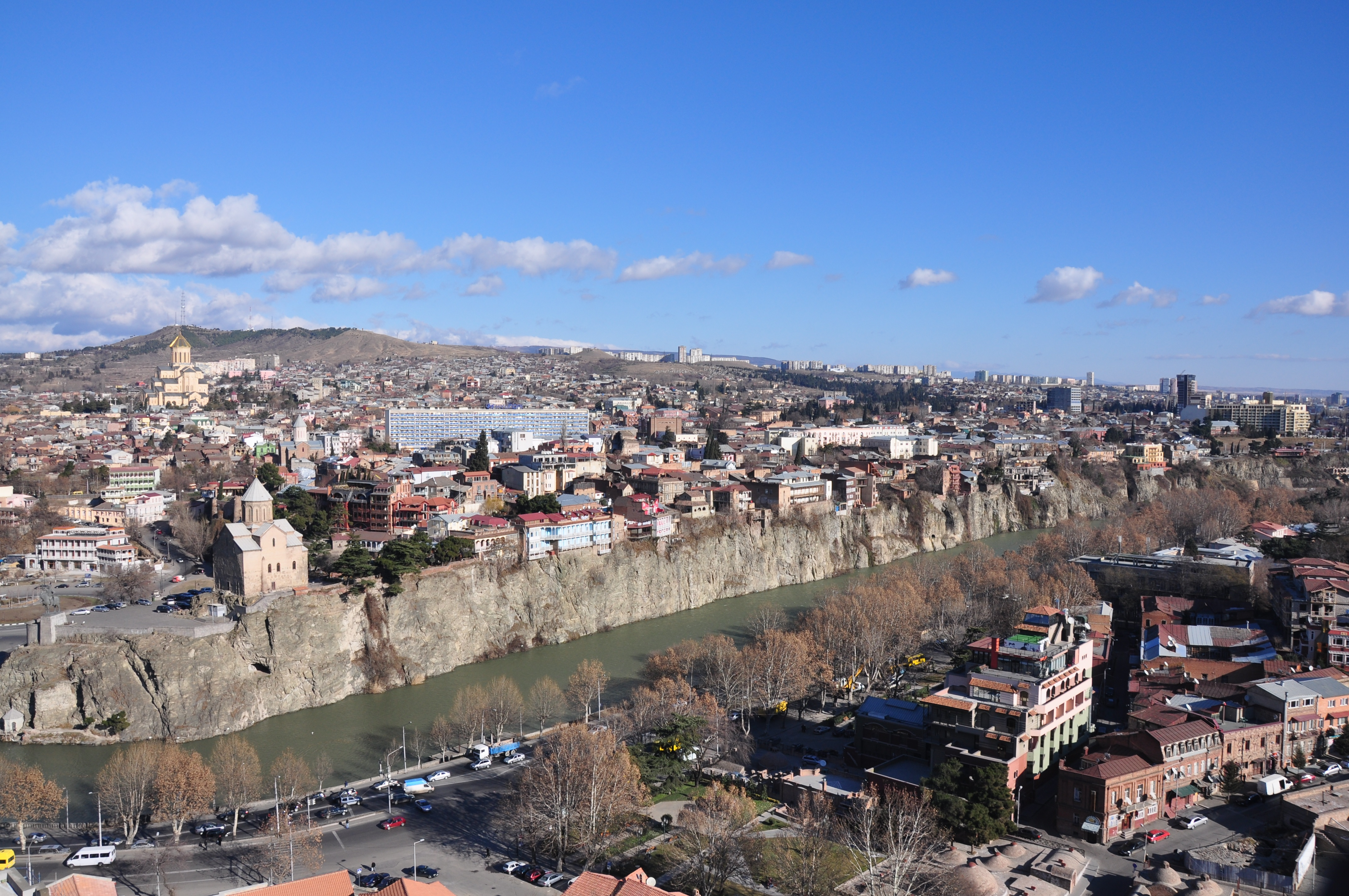
A város a Narikala erődből nézve
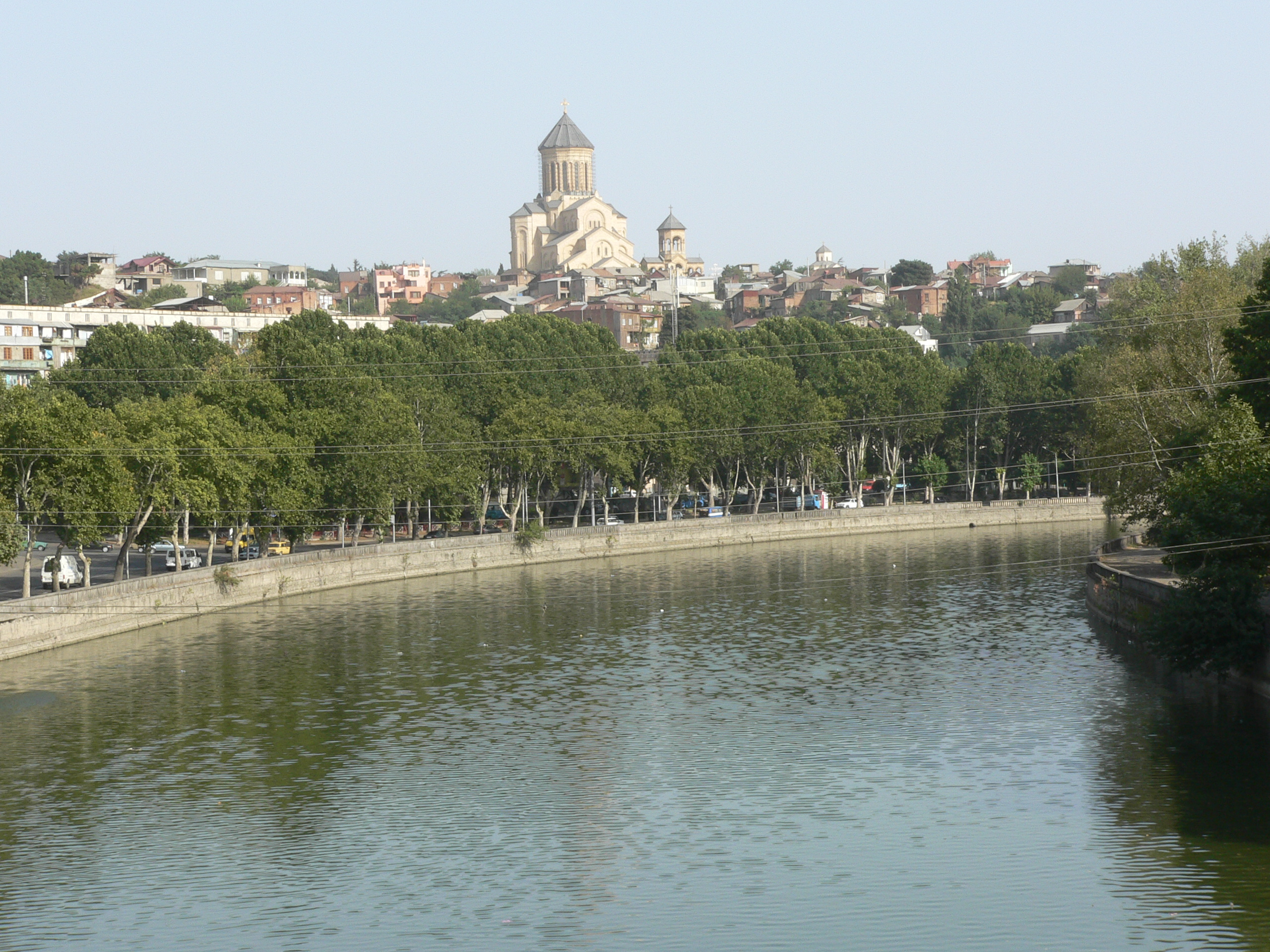
A Kura, háttérben a Sameba-székesegyház
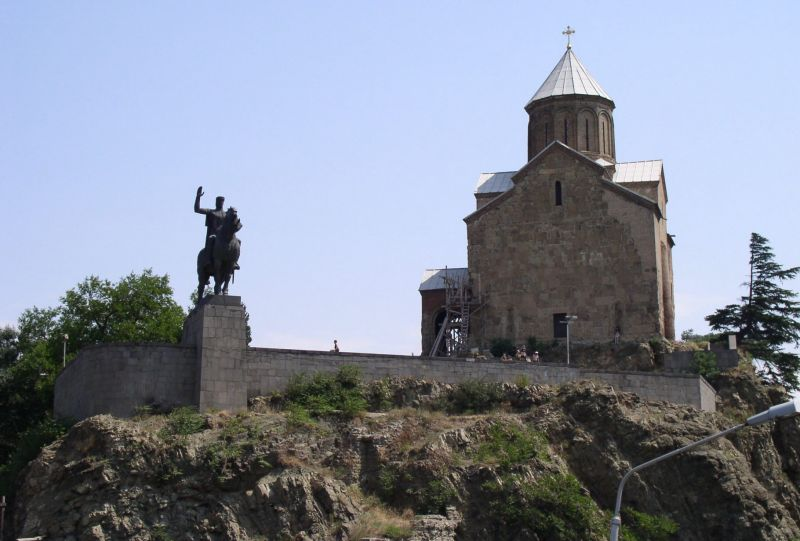
A Metekhi-templom és Vakhtang Gorgasali szobra
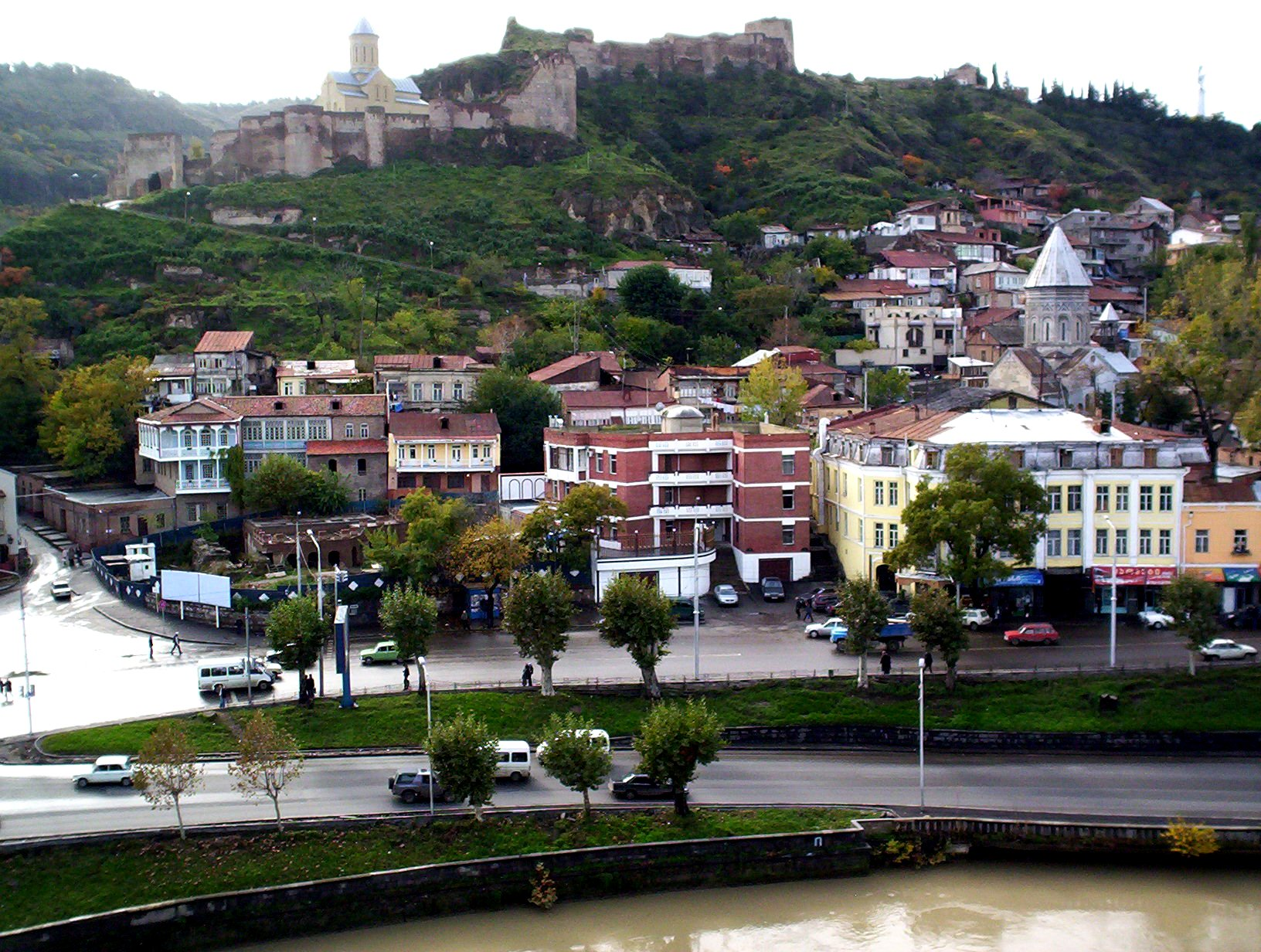
A Narikala-erőd
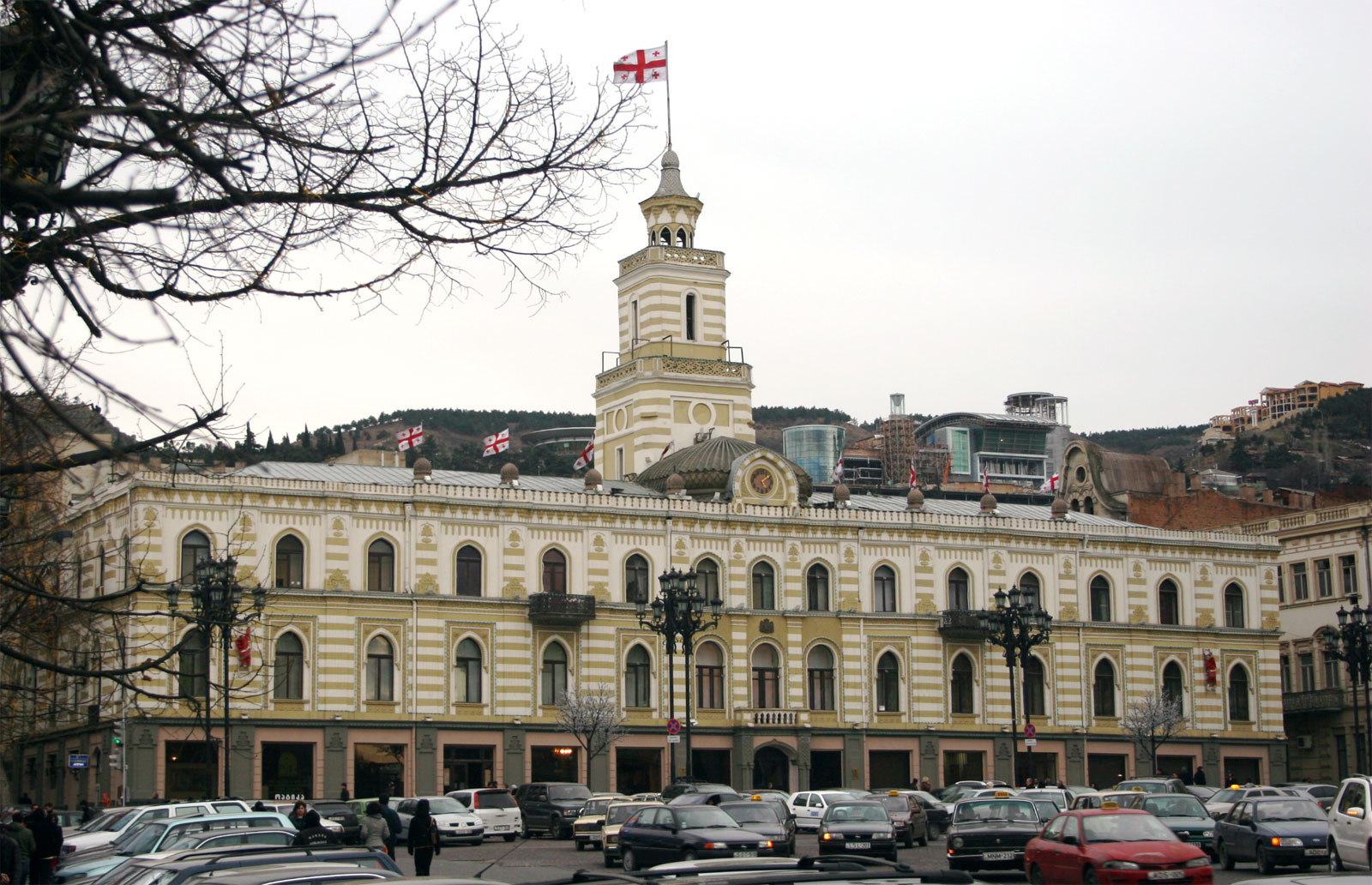
A városháza

## Média
A fővárosban találhatók a nagy tévé- és rádiótársaságok központjai. A legjelentősebb tévécsatorna a magánkézben lévő Rusztavi 2. Szintén privát üzemeltetésű a Mze Tv, az Imedi TV és a Public Broadcasting Channel. 2005-ben a Rustavi 2 felvásárolta a Mze TV-t és Rupert Murdoch média vállalkozó tulajdonába került az Imedi TV.
A rádiók közül a legnagyobb hallgatósággal rendelkezőek az Imedi Radio, a Fortuna és a Radio 105.
Tbilisziben sok napi- és hetilap van forgalomban. A legkeresettebb lapok a 24 Saati (24 Óra), a Rezonansi (Rezonancia), az Alia, illetve az angol nyelvű hetilap, a The Georgian Times.

## Szórakozás
A városban sok múzeum, színház, mozi, kocsma, diszkó található. A legjelentősebb színházak a Shota Rustaveli Akadémiai Színház és a Marjanishvili Akadémiai Színház, a legjelentősebb operaház pedig a Tbiliszi Állami Operaház.
A város legjelentősebb fesztiválja a Tbilisoba (Tbiliszi napja), amikor a város alapítását ünneplik. 1979 óta létezik a fesztivál. 1988-tól 1994-ig a politikai feszültségek miatt nem rendezték meg, de azóta ismét sok helyi lakost és turistát vonz a rendezvény.

## Sport

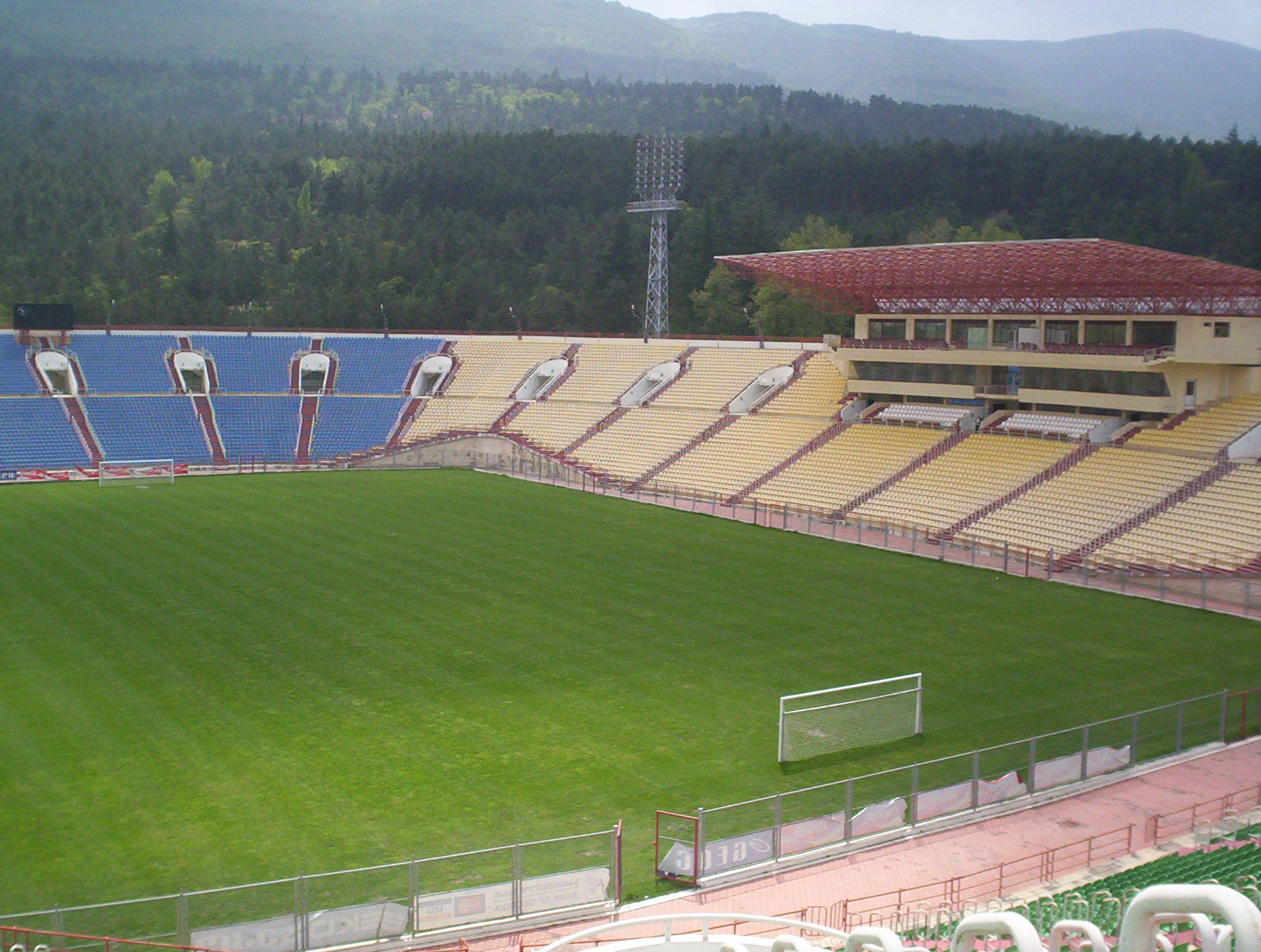
Az FC Lokomotivi Tbiliszi stadionja

A sportélet ázsiai hatásra már korán kibontakozott. A 19. századig a lovaspóló, az ökölvívás és a birkózás volt a legnépszerűbb. A nyugati kultúra elterjedésével, majd a szovjet időszak alatt a nyugati sportok kerültek előtérbe. Közben az 1980-as évekre kiépültek a különböző sportok kisebb és nagyobb sportcsarnokai.
Jelenleg a város legnagyobb stadionja az 58 000 férőhelyes Borisz Paicsadze Stadion. Szintén jelentős még a Miheil Meski Stadion 24000 férőhellyel és a Sportpalota, melyben kosárlabda és teniszmérkőzéseket rendeznek.
A legkedveltebb sportok a labdarúgás, a kosárlabda, a rögbi és a birkózás. A két legismertebb focicsapat az SZK Dinamo Tbiliszi (mely 1981-ben megnyerte a Kupagyőztesek Kupáját) és az SZK Lokomotivi Tbiliszi. A BC Dinamo Tbiliszi a legjelentősebb kosárlabda-csapat, mely 1962-ben megnyerte az Euroligát.

## Testvérvárosok
| Város       | Ország             |
| ----------- | ------------------ |
| Innsbruck   | Ausztria           |
| Bristol     | Egyesült Királyság |
| Nantes      | Franciaország      |
| Asztana     | Kazahsztán         |
| Varsó       | Lengyelország      |
| Vilnius     | Litvánia           |
| Saarbrücken | Németország        |
| Palermo     | Olaszország        |
| Jereván     | Örményország       |
| Bukarest    | Románia            |
| Bilbao      | Spanyolország      |
| Ljubljana   | Szlovénia          |
| Ankara      | Törökország        |
| Kijev       | Ukrajna            |
| Atlanta     | USA                |